# Encyrtus solidus
Encyrtus solidus is een vliesvleugelig insect uit de familie Encyrtidae. De wetenschappelijke naam is voor het eerst geldig gepubliceerd in 1896 door Howard.